# 第六大街駅
第六大街駅（だいろくだいがいえき）とは中華人民共和国天津市浜海新区天津経済技術開発区に位置する天津開発区路面電車1号線の駅である。

## 駅構造
- 島式ホーム1面2線を有する地上駅。[1]

## 歴史
- 2007年5月10日 - 開業。

## 隣の駅
天津地下鉄
■天津開発区路面電車1号線
第五大街駅 - 第六大街駅 - 第七大街駅